# Хадрамаутский диалект арабского языка
Хадрамаутский (хадрамийский) диалект арабского языка (араб. اللهجة الحضرمية‎) — одна из разновидностей арабского языка, относящаяся к южноаравийской подгруппе восточной группы диалектов и распространённая в йеменских мухафазах Хадрамаут и Шабва.
На хадрамаутском диалекте говорят хадрамаутцы (хада́рима) — жители исторического региона Хадрамаут на западе современной Йеменской Республики (также среди них распространён аденский диалект). Диалект Хадрамаута отличается как от севернойеменского диалекта города Сана, так и от южнойеменского таизско-аденского диалекта. Всего насчитывается 410 тыс. носителей хадрамийского диалекта, из них 300 тыс. проживают в Йемене (1995). Основная часть носителей сосредоточена вдоль Вади-Хадрамаут — крупнейшего сезонного водотока (вади) на Аравийском полуострове.